# Śledź czarnomorski
Śledź czarnomorski (Alosa immaculata) – gatunek ryby anadromicznej z rodziny śledziowatych (Clupeidae). IUCN uznaje go za gatunek narażony na wyginięcie (VU) od 2008. Trend populacji malejący. Żywi się zooplanktonem i małymi rybami z rodzaju Engraulis, Clupeonella i Sprattus.

## Występowanie
Występuje w Morzu Czarnym i Morzu Azowskim. W okresie tarła wpływa do rzek. Na podstawie połowów stwierdzono jego obecność w Dunaju, Dnieprze, Dniestrze, Donie, Kubaniu i Bohu. Niegdyś wpływał na znaczne odległości – w Dunaju na odległość do 1600 km (Mohacz), w Donie na 900 km, w Dnieprze do Kijowa, w Bohu do Wozniesieńska. W Kubaniu nie widywano go przed 1993. Z biegiem czasu w wyniku przegradzania rzek i budowy na nich infrastruktury hydrotechnicznej trasy śledzia czarnomorskiego uległy skróceniu. Obszar tarliskowy szacuje się na 2000 km². W Donie obecna jest populacja śródlądowa. W zasięgu jego występowania położone są: Bułgaria, Gruzja, Mołdawia, Rumunia, Rosja, Serbia, Turcja, Ukraina. Jest rybą anadromiczną. W morzu obecna w pelagialu, na głębokości od 3 do 90 m.

## Morfologia
Ciało ma smukłe, wydłużone, pokryte cykloidalnymi łuskami, po 30–36 w rzędzie, najczęściej 33–34, bez linii bocznej. Osiąga długość maksymalną 40 cm, przeciętnie mierzy 15–20 cm. Ma krótką płetwę grzbietową, krótkie i małe płetwy brzuszne i piersiowe. Płetwa ogonowa wcięta. Grzbiet i górna część głowy są ciemne – koloru od niebieskawego do czarnego. Ma ciemną plamę między okiem i krawędzią pokrywy skrzelowej. U niektórych osobników widoczne 7–8 ciemnych plam tuż za pokrywą. Cechuje się dobrze rozwiniętymi, licznymi zębami. Uzębione są szczęki, krawędź języka, lemiesz i kości podniebienne. Ma 43–70 (z reguły mniej: 46–55) wyrostków filtracyjnych, krótszych od blaszek skrzelowych. Gatunek podobny do puzanka kaspijskiego, jednakże ten ma więcej wyrostków filtracyjnych (do 180) i są one dłuższe od blaszek skrzelowych, ma także gorzej rozwinięte zęby.

## Rozród
Dojrzałość płciową śledź czarnomorski osiąga zazwyczaj w wieku trzech lat. W celu odbycia tarła wpływa do dużych rzek. Od marca gromadzi się u wybrzeży. Gdy temperatury osiągną 6–9 °C rozpoczyna wędrówkę w górę rzek. W początkowym okresie w migrujących ławicach dominują samce. Tarło rozpoczyna w kwietniu, gdy temperatura przekroczy 15 °C i może potrwać do sierpnia. Szczyt wędrówek przypada na maj. Ikra jest pelagiczna. Po zapłodnieniu dorosłe osobniki wracają do morza. Młode po wykluciu bytują w płytkich i spokojnych miejscach. Pierwsze osobniki, mające około 7 cm długości, spływają do morza lub w odcinki ujściowe rzek już w lipcu. Pozostają tam do osiągnięcia dojrzałości płciowej.